# Cadillac Sixty Special (1938)
Cadillac Sixty Special – samochód osobowy klasy luksusowej produkowany pod amerykańską marką Cadillac w latach 1938 – 1976.

## Pierwsza generacja

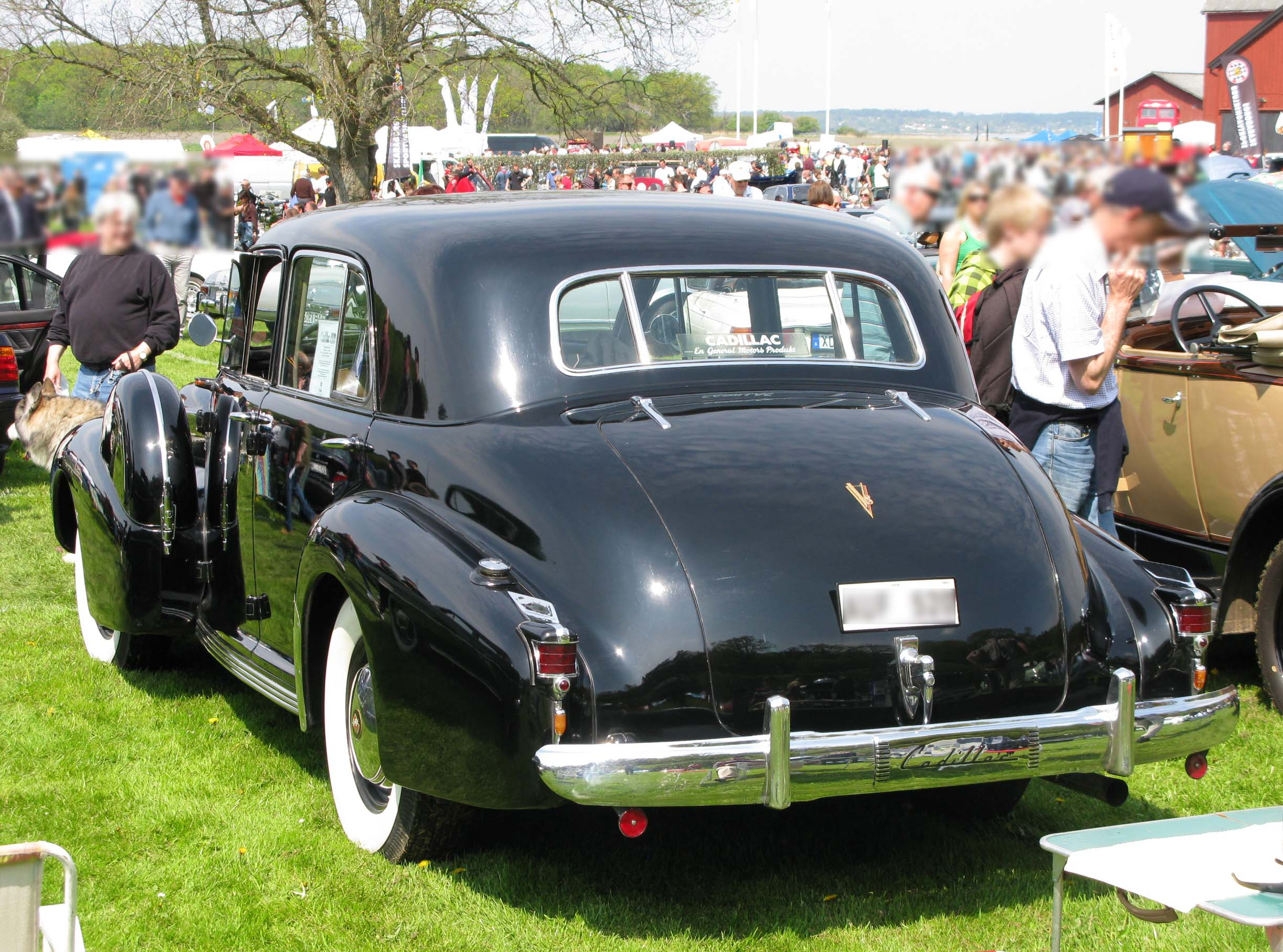
Cadillac Sixty Special I - tył

Cadillac Sixty Special I został zaprezentowany po raz pierwszy w 1938 roku.
W 1938 roku Cadillac poszerzył ofertę o model Sixty Special, który zbudowano na platformie C-body. Samochód uplasował się w ofercie marki jako największy z pełnowymiarowych pojazdów, pełniąc funkcję topowej i najdroższej limuzyny. Sixty Special I dostępny był w różnych wariantach długości nadwozia i rozstawów osi w zależności od zamówienia klienta

### Silnik
- V8 5.7l Monobloc

## Druga generacja

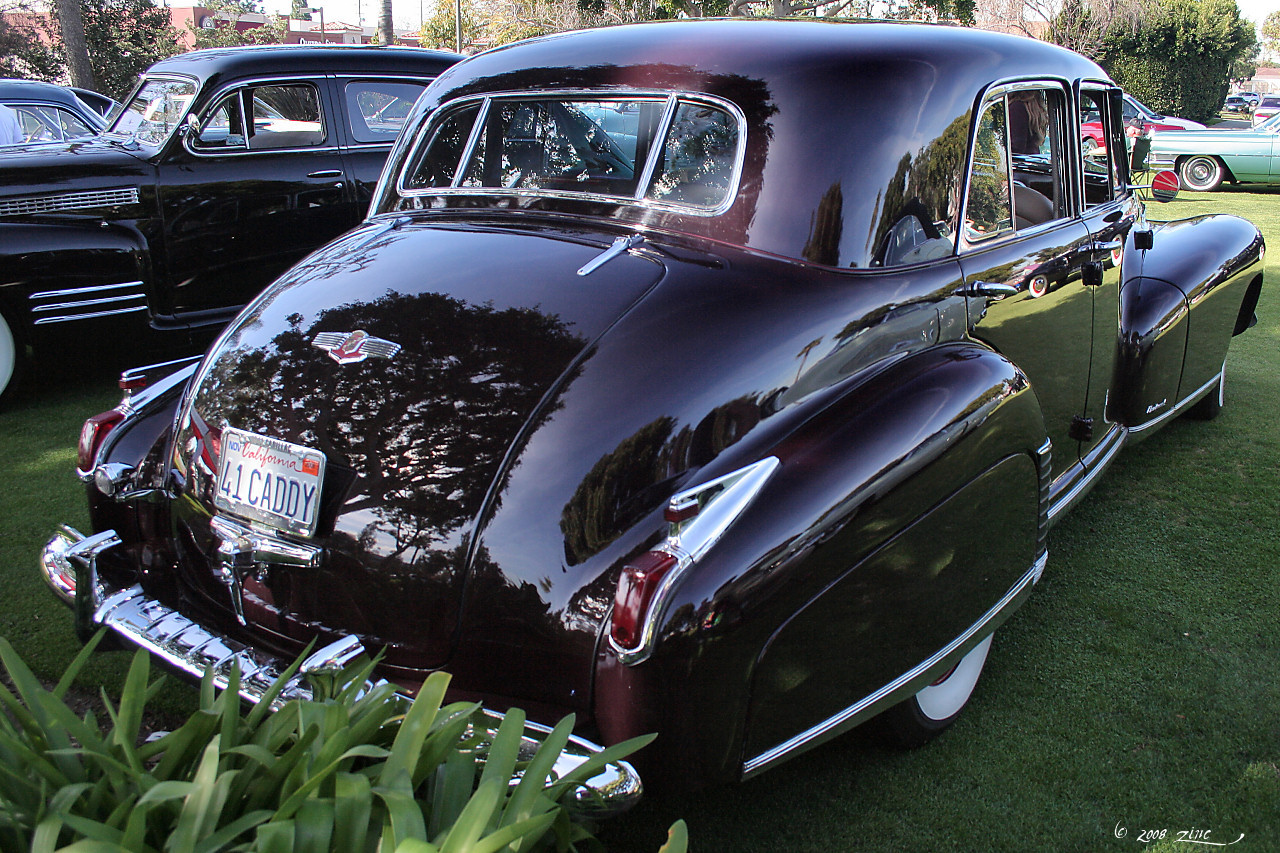
Cadillac Sixty Special II - tył

Cadillac Sixty Special II został zaprezentowany po raz pierwszy w 1942 roku.
W 1942 roku Cadillac zaprezentował drugą odsłonę modelu Sixty Special, która powstała na gruntownie zmodernizowanej platformie C-body. Samochód zyskał zupełnie nowy wygląd ze smuklejszą sylwetką. Nadwozie stało się znacznie większe, gospodarując znacznie większą przestrzeń dla pasażerów tylnego rzędu siedzeń.

### Silnik
- V8 5.7l Monobloc

## Trzecia generacja

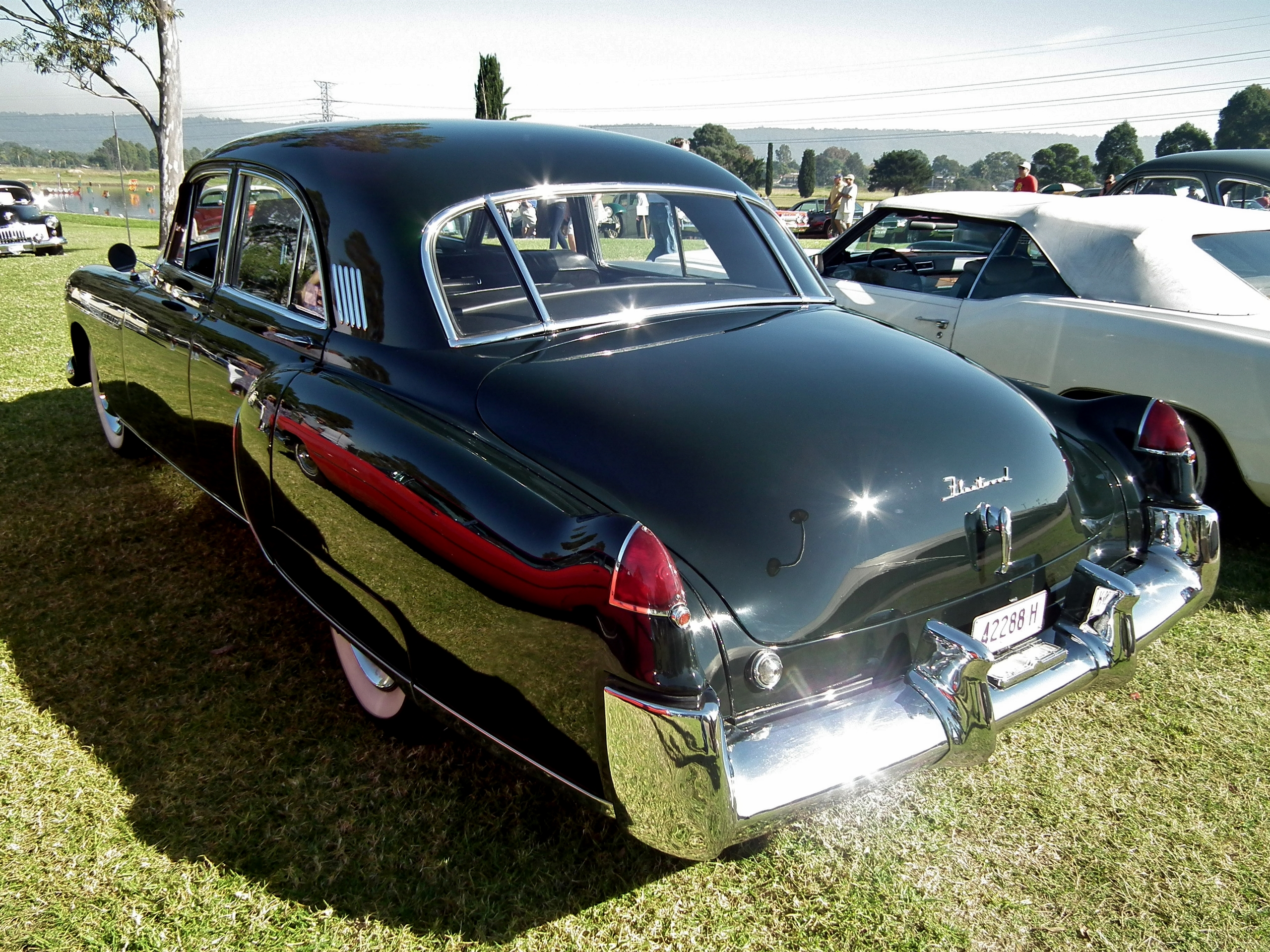
Cadillac Sixty Special III - tył

Cadillac Sixty Special III został zaprezentowany po raz pierwszy w 1948 roku.
Trzecia generacja Cadillaka Sixty Special powstała na zmodernizowanej platformie C-body, przechodząc ewolucyjny kierunek zmian pod kątem stylistycznym. Oferta wariantów nadwoziowych została okrojona do jednego dostępnego rozstawu osi i co za tym idzie - długości nadwozia. Produkcja tego wcielenia topowej limuzyny Cadillaka trwała jedynie przez półtora roku.

### Silniki
- V8 5.4. OHV
- V8 5.7l Monobloc

## Czwarta generacja

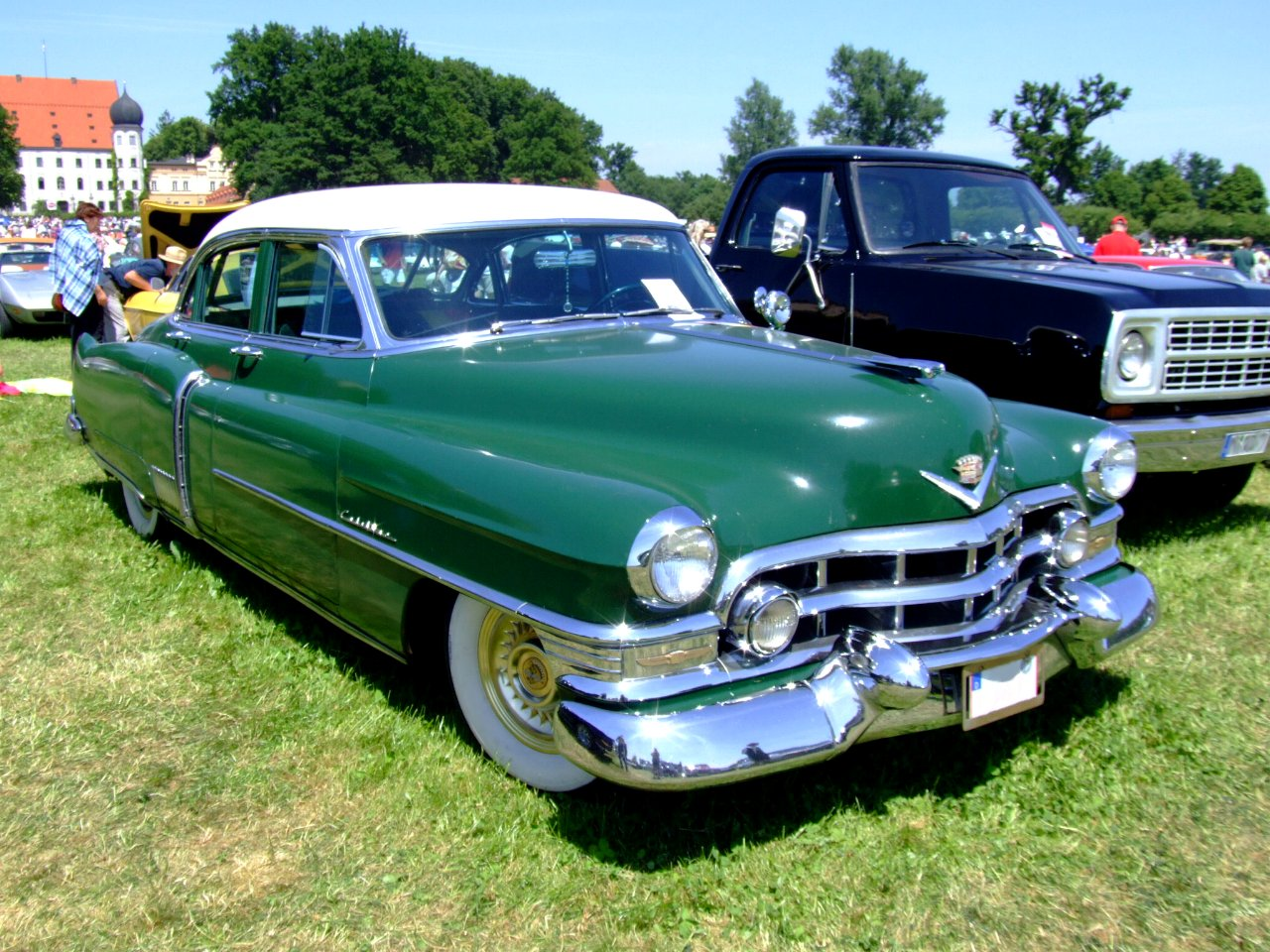
Cadillac Sixty Special IV

Cadillac Sixty Special IV został zaprezentowany po raz pierwszy w 1950 roku.
Sixty Special czwartej generacji ponownie przeszedł ewolucyjny kierunek zmian, zyskując większą atrapę chłodnicy, większą liczbę chromowanych ozdobników i dłuższe nadwozie. Przełożyło się to na przestronniejszy tylny rząd siedzeń. Samochód ponownie oparto na platformie C-body, pozostając tym razem w produkcji przez 4 lata.

### Silnik
- V8 5.4l OHV

## Piąta generacja

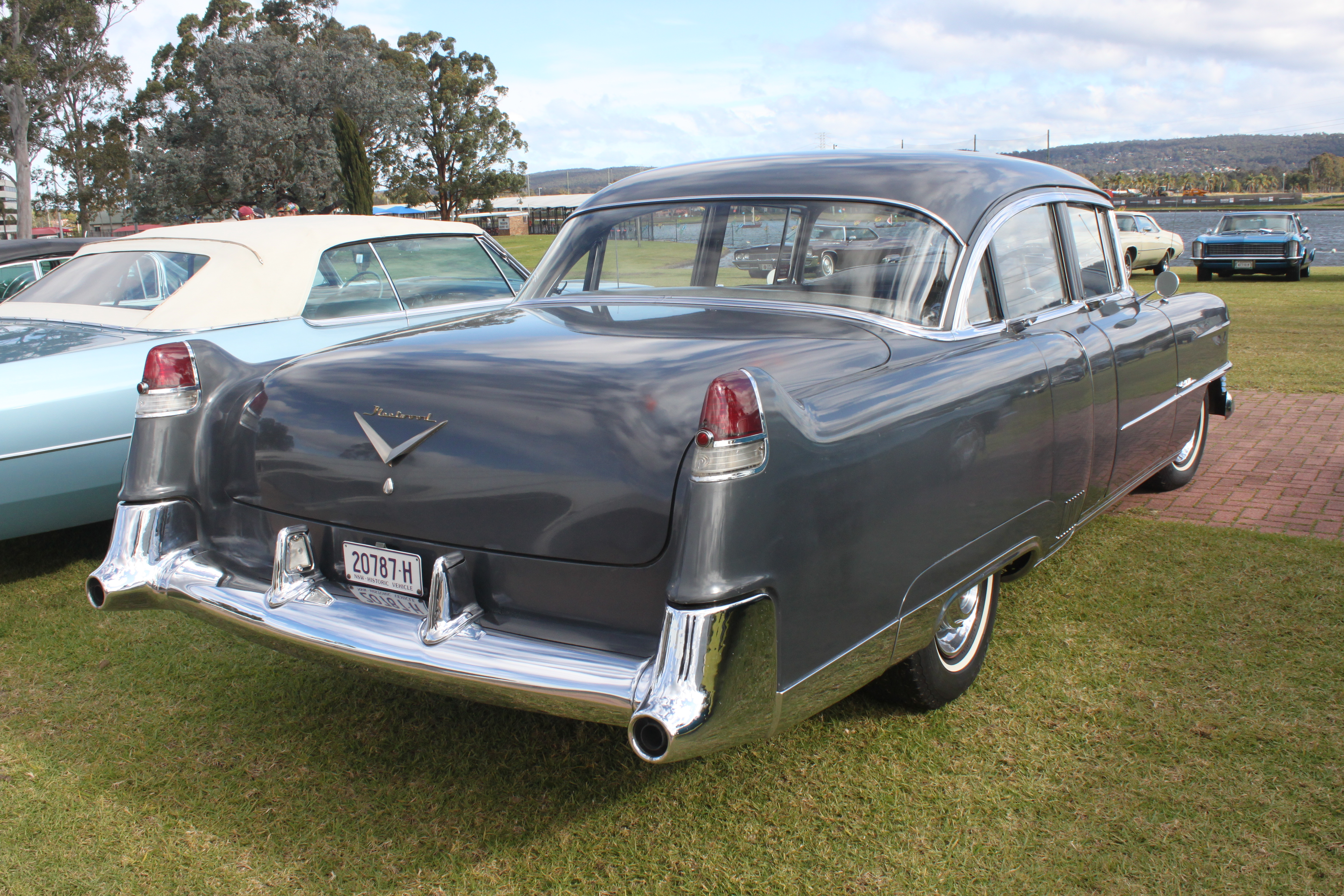
Cadillac Sixty Special V - tył

Cadillac Sixty Special V został zaprezentowany po raz pierwszy w 1954 roku.
Piąta generacja Cadillaca Sixty Special została zbudowana na kolejnej odsłonie platformy C-body, przechodząc gruntowne zmiany pod kątem stylistycznym. Topowa limuzyna stała się bardziej masywna, zyskując charakterystyczną wybrzuszoną maskę. Nadwozie stało się wyraźnie większe i dłuższe. Samochód ponownie był dostępny w różnych wariantach długości nadwozia.

### Silniki
- V8 5.4l OHV
- V8 6.0l OHV

## Szósta generacja

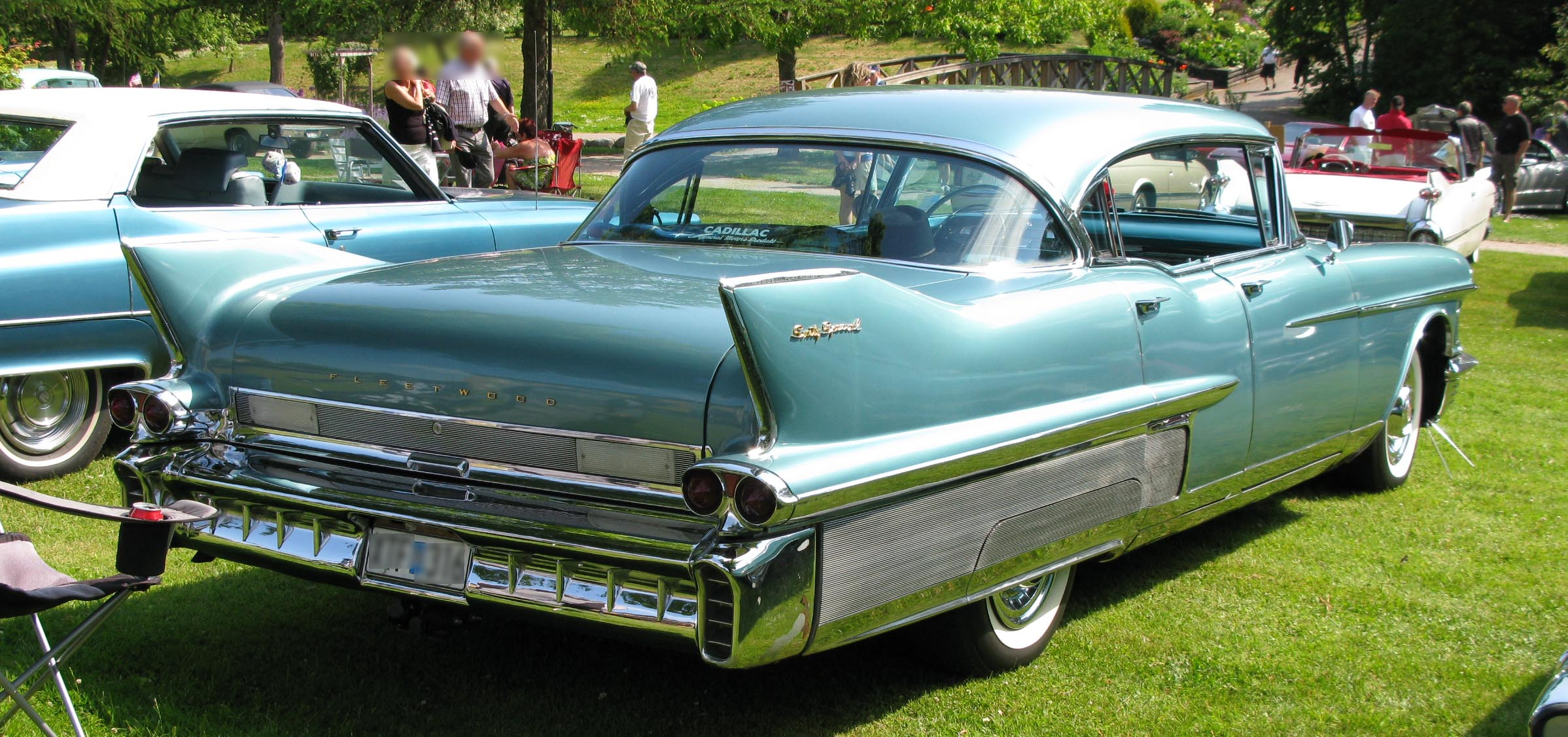
Cadillac Sixty Special VI - tył

Cadillac Sixty Special VI został zaprezentowany po raz pierwszy w 1957 roku.
Szósta generacja limuzyny Sixty Special stała się jeszcze większa i przestronniejsza, ponownie opierając się na zmodernizowanej platformie C-body. Podobnie do innych dużych luksusowych limuzyn oferowanych wówczas w ofercie Cadillaka, samochód zyskał charakterystyczne proporcje nadwozia z masywnymi błotnikami i strzelistym zakończeniem nadwozia.

### Silnik
- V8 6.0l OHV

## Siódma generacja

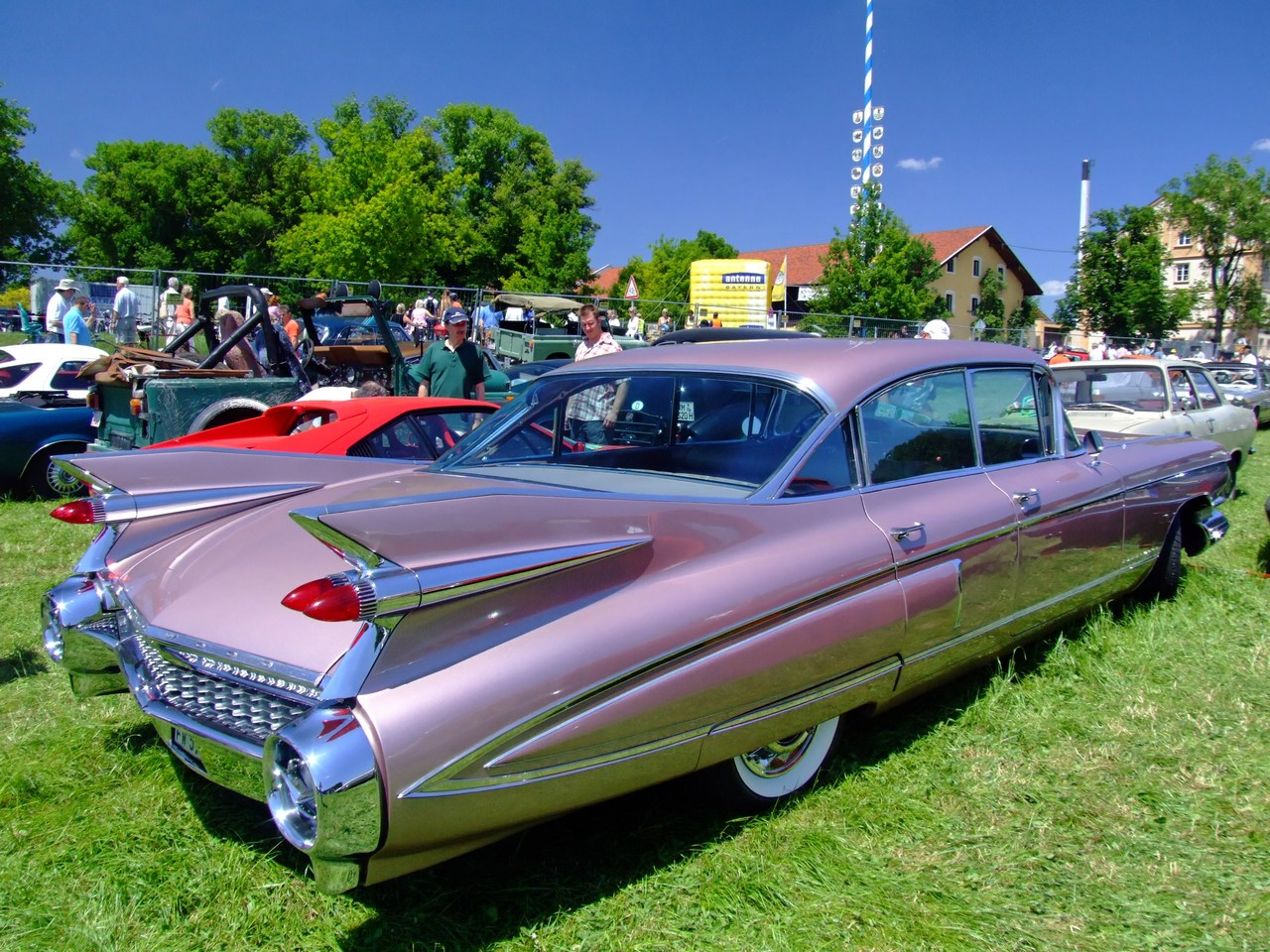
Cadillac Sixty Special VII - tył

Cadillac Sixty Special VII został zaprezentowany po raz pierwszy w 1959 roku.
Sixty Special siódmej generacji trafił na rynek na przełomie lat 50. i 60. XX wieku, stając się tym razem silnie spokrewnioną konstrukcją w stosunku do modeli DeVille oraz Eldorado. Na ich tle, Sixty Special był najbardziej luksusowym wariantem, ponownie będąc dostępnym tylko w jednej długości nadwozia.

### Silnik
- V8 6.4l OHV

## Ósma generacja

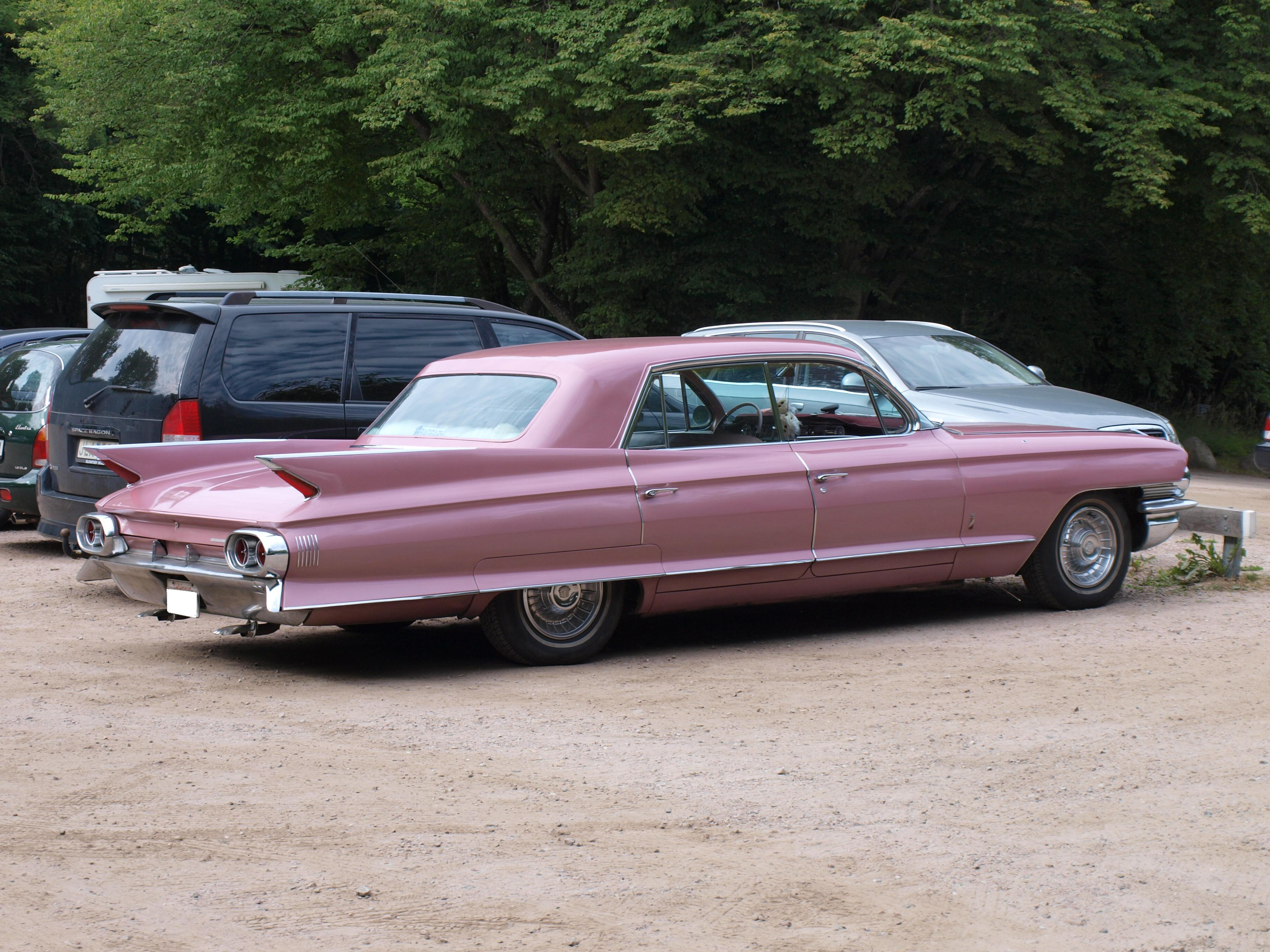
Cadillac Sixty Special VIII - tył

Cadillac Sixty Special VIII został zaprezentowany po raz pierwszy w 1961 roku.
Ósma generacja Cadillaka Sixty Special, podobnie jak w przypadku poprzednika, powstała jako pokrewna konstrukcja w stosunku do innych dużych, pełnowymiarowych limuzyn w ofercie: Calais, DeVille oraz Series 62. Limuzyna byłą wobec nich identyczna, odróżniając się znacznie bardziej luksusowym wyposażeniem.

### Silniki
- V8 6.4l OHV
- V8 7.0l OHV

## Dziewiąta generacja

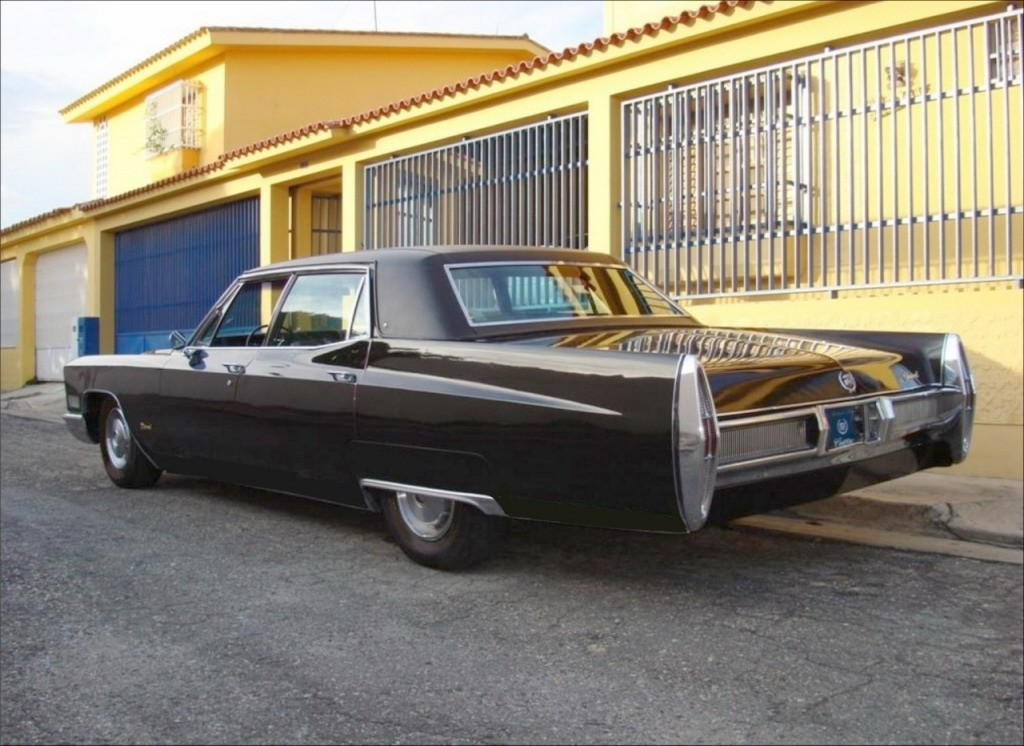
Cadillac Sixty Special IX - tył

Cadillac Sixty Special IX został zaprezentowany po raz pierwszy w 1965 roku.
Konstruując dziewiątą generację Cadillaka Sixty Special, producent kontynuował schemat stosowany w przypadku ostatnich dwóch wcieleń - samochód został zbudowany na bazie tańszych modeli Calais i DeVille, będąc w stosunku do nich topową, luksusową odmianą. Samochód ponownie był dostępny w różnych wariantach długości nadwozia.

### Silniki
- V8 7.0l OHV
- V8 7.7l OHV

## Dziesiąta generacja

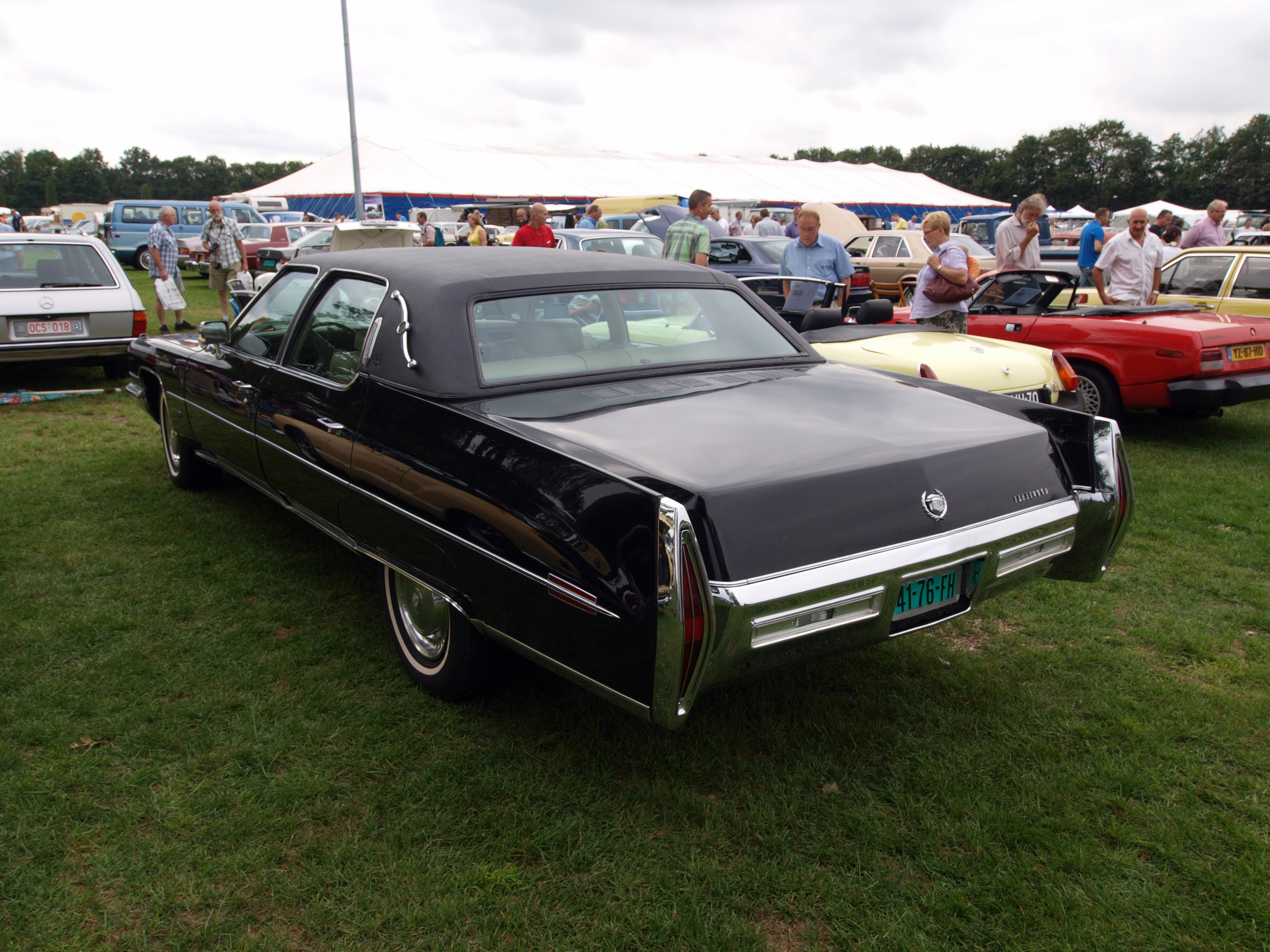
Cadillac Sixty Special X - tył

Cadillac Sixty Special X został zaprezentowany po raz pierwszy w 1971 roku.
Dziesiąta i zarazem ostatnia generacja Cadillaka Sixty Special zadebiutowała w 1971 roku, przechodząc gruntowną metamorfozę w stosunku do poprzednika. Opierając się na bazie modeli Calais i DeVille, zachował charakterystyczne kanciaste proporcje i masywne kształty nadwozia.

### Koniec produkcji i następca
Produkcja Sixty Special X trwała 5 lat, kończąc się w 1976 roku. Producent podjął wówczas decyzję o wycofaniu się z użytku tej nazwy po raz pierwszy w 38-letniej historii modelu na rzecz następcy o nazwie Fleetwood Brougham.

### Silniki
- V8 7.7l OHV
- V8 8.2l OHV